# Station Zielona Góra Główna
Station Zielona Góra is een spoorwegstation in de Poolse plaats Zielona Góra.